# Veleštír císařský
Veleštír císařský nebo také veleštír královský a veleštír obrovský (Pandinus imperator) je jedním z největších štírů na světě. Jedná se o africký druh.

## Popis
Největší exemplář tohoto druhu měřil 230 mm. Má velká klepeta pokrytá hrboly a chloupky. Podle toho jej lze odlišit od Heterometrus spinifer nebo Heterometrus longimanus, kteří jinak vypadají velmi podobně a jsou někdy za veleštíra císařského považováni a jsou s ním často chováni.
Veleštír císařský nepatří mezi nebezpečné ani agresivní štíry. V nebezpečí se brání klepety a může bolestivě štípnout. Bodne však jen velice vzácně a bodnutá osoba to zaznamená většinou až po 10 minutách, kdy jed způsobí svědění. To do dvou hodin odezní a při dotyku se ještě den projevuje krátké svědění.

## Chov

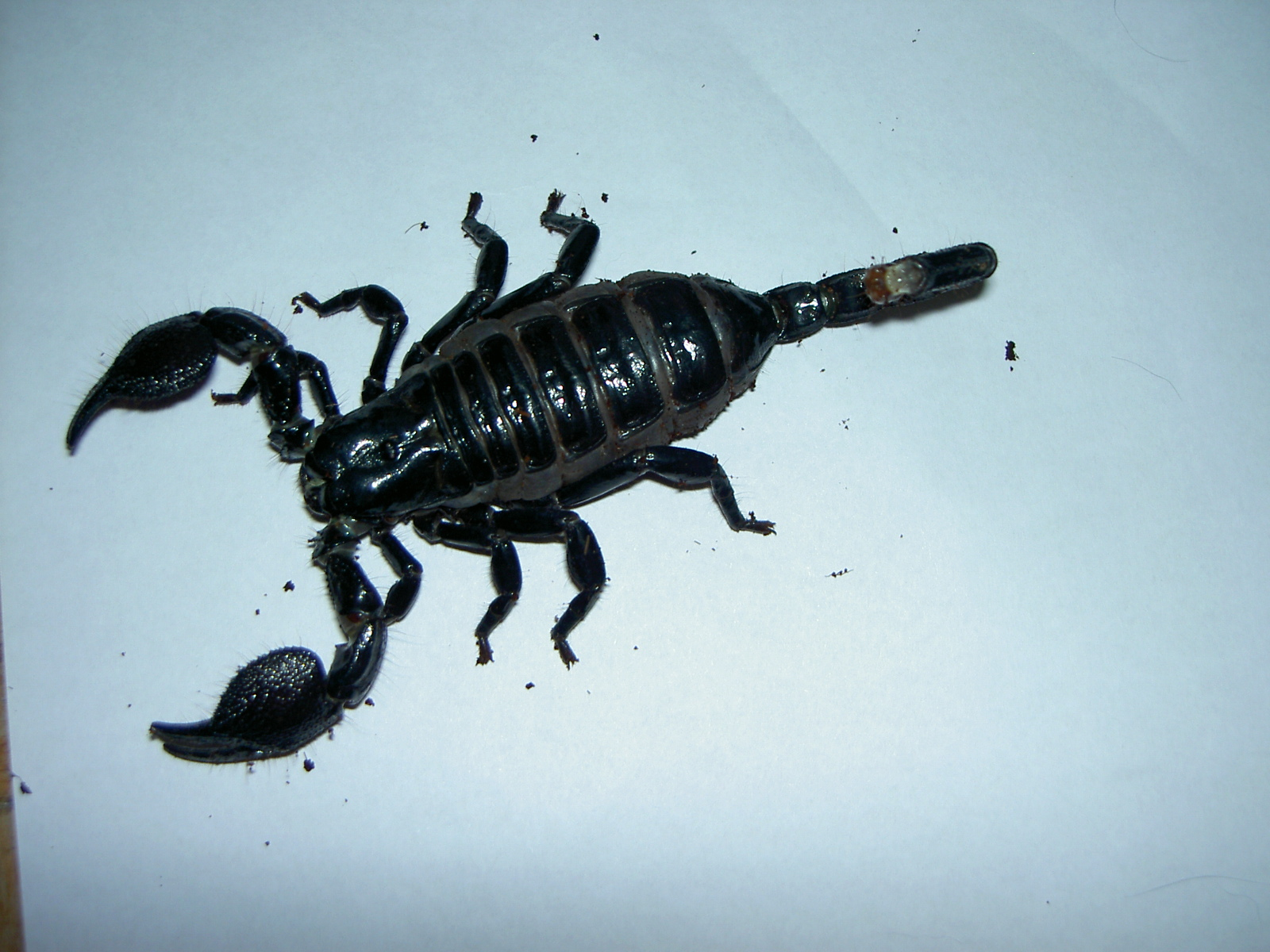
Veleštír císařský

Veleštír císařský byl nejčastěji chovaný a nabízený štír v Česku. V dnešní době je velice obtížné ho sehnat díky zákazu vývozu z Afriky. Velice často se ve zverimexech prodává druh Heterometrus pod názvem Pandinus imperator, neboť je to vzácnější druh a tomu odpovídá také cena. K chovu se hodí terárium velkých rozměrů s velkou vrstvou lignocelu a úkryty. Napáječka je nutná. Všechny štíry rodu Pandinus a Heterometrus je nutné chovat ve skupinách více než dvou jedinců. Jinak mohou zahynout steskem.
V Česku jsou také chováni Pandinus cavimanus a Pandinus viatoris. Pandinus cavimanus je tolerantnější k chovatelským přehmatům a hodí se jako štír pro začátečníky.

## Kultura
Ve fiktivním herním světě série Fallout se po nukleární válce vlivem radiace z veleštíra císařského vyvinul tzv. radškorpión, veliká a agresivní verze svého předka.